# ساندرا ريس
الأستاذة ساندرا ريس هي أستاذة فخرية في قسم علم التشريح وعلم الأعصاب في جامعة ملبورن.

## النشأة والتعليم
ولدت ساندرا ريس في ملبورن عام 1942، وانتقلت إلى سيدني عام 1952 حيث تم تعيين والدها، وهو ضابط بالجيش، في كلية الهندسة العسكرية في كاسولا. حصلت ساندرا على بكالوريوس العلوم مع مرتبة الشرف عام 1963 وماجستير العلوم عام 1965، وكلاهما من جامعة سيدني. خلال هذا الوقت، درست بنية ووظيفة الجهاز البصري في قسم علم وظائف الأعضاء، برئاسة البروفيسور بيتر بيشوب. في عام 1965، حصلت ساندرا على منحة ليدي ليتش للدراسة في الخارج، وانتقلت إلى لندن لإكمال درجة الماجستير في الفلسفة في الكلية الجامعية في عام 1968. ثم عادت ساندرا إلى ملبورن لإكمال دكتوراه الفلسفة في جامعة موناش عام 1977. تحت إشراف الدكتور برايان كراج، تعلمت ساندرا إجراء الفحص المجهري الإلكتروني لفحص البنية التحتية للدماغ الطبيعي وغير الطبيعي. بدءا من هذا العمل أصبحت ساندرا مهتمة بشكل خاص بنمو الدماغ، وخلال مسيرتها قامت بالبحث في التطور الطبيعي للجهاز الحسي الجسدي والعوامل البيئية التي تؤثر سلبًا على التطور الهيكلي والوظيفي للدماغ، مثل نقص الأكسجة والعدوى والتعرض للكحول، و الولادة المبكرة. بالتعاون مع أطباء حديثي الولادة وأطباء التوليد، ابتكرت نماذج حيوانية ذات صلة سريريًا للأبحاث التي تقوم بها. شاركت أيضًا في تجربة عوامل الحماية العصبية لتخفيف الإصابة في الدماغ قيد النمو. لمساهمتها في مجال علم أحياء الأعصاب وعلوم الأعصاب، حصلت ساندرا على دكتوراه في العلوم من جامعة ملبورن في عام 2011.

## العمل
في عام 1984، انضمت ساندرا إلى قسم علم وظائف الأعضاء في جامعة موناش حيث عملت بالبحث العلمي حتى عام 1992. ثم نقلت ساندرا مختبرها إلى جامعة ملبورن حيث تمت ترقيتها إلى أستاذ مساعد في عام 1999، وأستاذة في عام 2007. تمتد خبرة ساندرا في التدريس إلى المشاركة في مجال واسع من الدورات الجامعية والإشراف على بحوث بعد التخرج. قبل تعيينها في جامعة ملبورن، حاضرت وشرحت في قسم علم وظائف الأعضاء في جامعة سيدني والكلية الجامعية، وجامعة لندن وجامعة موناش في الفسيولوجيا العصبية والتشريح العصبي ونمو الدماغ. في جامعة ملبورن من 1992 إلى 2009، قامت ساندرا بتدريس دورات جامعية في علم الأعصاب وعلم الأنسجة وعلم الأعصاب التنموي وبيولوجيا الخلية وقامت بتحمل مسئوليات تدريسية كاملة. تتمتع ساندرا بخبرة واسعة في عمل اللجان في مستويات الجامعة وأعضاء هيئة التدريس والأقسام، فقد كانت تعمل في المجالس الأكاديمية ولجان الإنصاف وتنمية الموظفين ولجان اختيار الطلاب المختلفة والمنح المؤدية للانقطاع الوظيفي، فضلاً عن البرامج القيادية للنساء. شاركت ساندرا بنشاط في توجيه العلماء الشباب، وشاركت في برامج توجيه المرأة ودورات القيادة وقدمت عروض تقديمية بناء على للحديث عن النساء في مجال البحث. تعاون مختبرها مع مجموعات بحثية في جامعة موناش وجامعات انسيرم في باريس بفرنسا وواشنطن وهارفارد وأكسفورد. ألقت محاضرات عامة في اجتماعات دولية، وتراجع بانتظام أوراق بحثية و منح لمجلات علوم الأعصاب للهيئات الوطنية والدولية. كانت الممثلة الفيكتورية في مجلس جمعية علوم الأعصابة الأسترالية (1992-1995)، وممتحنًا للكلية الملكية الأسترالية لأطباء العيون (1997-2003)، والكلية الملكية الأسترالية والنيوزيلاندية لأمراض النساء والتوليد (1999-2001). قامت بتأليف 140 بحثًا في مجلات دولية، وكتبت 5 مراجعات و 8 فصول كتب وأشرفت على 13 طالب دكتوراه.

## الحياة الشخصية
لا تزال ساندرا تحتفظ بصلات قوية مع العلم. فقد كانت رئيسة لجنة البرامج العلمية في مجلس الجمعية الملكية في فيكتوريا حتى عام 2017 وتواصل مشاركتها في فعاليات الجمعية. تتطوع ساندرا أيضًا في البرنامج العلمي «مبدأ الشك» على إذاعة راديو رؤية أستراليا وهي عضو في مجلس إدارة مؤسسة كنوز الحياة الصغيرة،  وهي مؤسسة خيرية للأطفال المولودين بحالة مرضية أو مبتسرين.

## الجوائز والتكريمات
2019 الجمعية الملكية في فيكتوريا - تم تعيينها كزميل في الجمعية الملكية في فيكتوريا «لمساهماتها البارزة في العلوم والمجتمع العلمي الأسترالي» 
2008 جائزة نينا كونديلوس - جمعية علم الأعصاب الأسترالية للمساهمة المتميزة في علم الأعصاب 
2004 الأكاديمية الأسترالية للعلوم - جائزة الزيارات العلمية إلى أوروبا
1993 جائزة من مؤسسة العلوم الإيطالية والجامعة الكاثوليكية في روما
1991 جائزة السفر لمؤسسة إيان بوتر، جائزة السفر لمؤسسة نائب المستشار، جائزة سفر أعضاء هيئة التدريس الطبية
1988 جائزة السفر لمؤسسة إيان بوتر، جائزة الصندوق الاستئماني الأسترالي للسفر
1974-1977 منحة الكومنولث للدكتوراه. ترشيح
1965 - 1966 منحة ليدي ليتش للدراسة في الخارج، رابطة خريجات فيكتوريا 